# Conférence de Lambeth
La conférence de Lambeth est une rencontre synodale tenue tous les dix ans qui réunit l'ensemble des évêques de la communion anglicane, rassemblés autour de l'archevêque de Cantorbéry.
L'idée de tenir une conférence à Lambeth a été formulée pour la première fois par l'évêque du Vermont John Henry Hopkins en 1865, en s'inspirant des suggestions de ses confrères évêques de l'Église anglicane du Canada.
La première assemblée fut tenue au Lambeth Palace le 24 septembre 1867 et dura quatre jours ; en général des délibérations sont tenues, des questions sociales font l'objet de débats et discussions, des résolutions sont adoptées et une encyclique est parfois promulguée à la suite des réunions.
De 1867 à aujourd'hui, les présidents des assemblées ont été Charles Thomas Longley, Archibald Campbell Tait, Edward White Benson, Frederick Temple, Randall Davidson, Michael Ramsey, Donald Coggan, Robert Runcie, George Carey et Rowan Williams.
La conférence de 2008, tenue dans la faculté de l'université du Kent à Cantorbéry, rassemblait seulement les trois quarts des évêques anglicans en raison de désaccords persistants au sujet de l'homosexualité et l'ordination de femmes évêques. Des commentateurs parlent d'un possible schisme, un problème qui remonte à l'ordination de l'évêque homosexuel Gene Robinson en 2003.
La conférence de Lambeth de 2020, prévue à l'Université du Kent, est reportée à l'été 2021, pour cause de pandémie de  coronavirus.